# Enicurus
Enicurus es un género de aves paseriformes perteneciente a la familia Muscicapidae.

## Especies
Contiene las siguientes especies:
- Enicurus scouleri — torrentero chico;
- Enicurus velatus — torrentero de la Sonda;
- Enicurus ruficapillus — torrentero capirrufo;
- Enicurus immaculatus — torrentero dorsinegro;
- Enicurus schistaceus — torrentero dorsigrís;
- Enicurus leschenaulti — torrentero coroniblanco;
- Enicurus borneensis — torrentero de Borneo;
- Enicurus maculatus — torrentero moteado.